# Ibrahim Bey
Ibrahim Bey al-Kabir al-Muhammadi (Martkopi, prop de Tbilisi, 1735 - Ciutat de Dongola, 1816) fou un bei mameluc governant de facto d'Egipte, d'origen georgià. Fou capturat per mercaders d'esclaus en època otomana i va rebre el nom d'Ibrahim dels seus amos, al que després es va afegir el títol bey. Fou comprat pel governant d'Egipte i, després d'un servei lleial, fou alliberat.
Va ser nomenat bei el 1768/1769, amir al-hajj el 1772 i daftardar el 1774. Quan Muhàmmad Bey Abu l-Dhahab va iniciar una campanya contra el xeic Zahir al-Umar a Palestina (març del 1775) va deixar el govern del Caire a Ibrahim. Mort Abu l-Dhahab (10 de juny de 1775), el poder va passar als seus mamelucs coneguts com els muhammadiyya, entre els quals els més influents eren Ibrahim Bey, Murad Bey i Yusuf Bey; el primer va esdevenir shaykh al-balad (governador civil), el primer càrrec del país; Murad va esdevenir governador militar, i Yusuf Bey encarregat dels pelegrins (amir al-hajj); el poder l'exercien conjuntament; Murad era decidit i enèrgic mentre que Ibrahim era conciliador i vacil·lant. Murad va organitzar un complot que tenia per objecte l'assassinat de Ismail Bey que era mameluc del difunt Ali Bey (governant 1768-1773) però no havia fet cap reclamació per exercir el poder; això va portar a una lluita entre faccions al Caire i finalment Ibrahim i Murad van perdre el suport d'altres faccions mameluques i van fugir cap a l'alt Egipte (juliol), mentre Ismail Bey era nomenat shaykh al-balad (agost del 1777). Ismail no tenia prou suports segurs i Ibrahim i Murad no van tardar a retornar al Caire amb el suport de'una fracció dels mamelucs alawiyya (els mamelucs d'Ali Bey) dirigida per Hasan Bey al-Djuddawi, i recuperar el poder. Ibrahim va ser restaurat com a shaykh al-balad el febrer del 1778, i Murad Bey com a amir al-hajj, però el poder es va exercir per un triumvirat entre Ibrahim, Murad i Hasan Bey al-Djuddawi.
Murad Bey no va trigar a fomentar nous complots que va costar als alawiyya l'expulsió del Caire pels altres grups mamelucs (juny del 1778), Hasan i els alawiyya es van refugiar a l'alt Egipte d'eon el duumvirat de Murad i Ibrahim no els va poder fer fora, i a més a més van tenir el suport d'Ismail Bey que se'n va anar a l'alt Egipte. El 1781 Murad va haver de cedir formalment als alawiyya una gran part del sud d'Egipte. El 1783 les lluites entre les faccions dels muhammadiyya al Caire van portar a la lluita oberta entre Ibrahim i Murad i el setembre de 1784 Ibrahim va haver de fugir del Caire, quedant sol en el poder Murad Bey.
El febrer de 1785 Ibrahim i Murad es van reconciliar i Ibrahim fou restablert com a shaykh al-balad. Totes aquestes lluites havien afectat a l'economia del país que estava en decadència; els peregrins que anaven a les ciutats santes estaven mal aprovisionats i el 1783/1784 i 1784/1785 la caravana a Medina no es va poder fer. Els tributs al govern otomà s'havien aturat. Llavors va intervenir l'Imperi Otomà que va enviar un contingent a les ordes de Djezairli Ghazi Hasan Pasha. Murad i Ibrahim van decidir resistir (18 de juliol de 1786) però les seves forces foren derrotades i el 4 d'agost Ibrahim fugia del Caire on van entrar els otomans el dia 8 d'agost. Djezairli Ghazi Hasan Pasha va cridar a Ismail Bey i Hasan Bey de l'alt Egipte i el 6 de novembre de 1786 va nomenar al primer com a shaykh al-balad i al segon com amir al-hajj. Mentre Murad i Ibrahim s'havien refugiat al sud, a l'alt Egipte, d'on Hasan Pasha va tractar de fer-los fora sense èxit. Djezairli Ghazi Hasan Pasha va restar al Caire fins a la tardor del 1787 (6 d'octubre del 1787) i abans d'abandonar la capital egípcia va emetre un decret que prohibia a Ibrahim i Murad retornar al Caire però els autoritzava a restar a l'alt Egipte
Llavors va començar una llarga lluita entre Ismail Bey d'un costat i Ibrahim i Murad de l'altra. El conflicte va tallar les comunicacions entre les dues parts d'Egipte, i les confiscacions i taxes excessives que es cobraven al Caire van empitjorar la situació econòmica. Entre l'octubre de 1787 i l'octubre de 1790 hi van haver diverses revoltes populars al Caire.
El març del 1791 va morir Ismail Bey a causa d'una epidèmia de pesta. Ibrahim i Murad van retornar al Caire (juliol del 1791) i Hasan Bey va fugir a l'alt Egipte. El govern conjunt d'Ibrahim i Murad va durar set anys fins que va arribar Napoleó Bonaparte el juliol de 1798. Fou derrotat pels francesos a la batalla de les Piràmides i a la d'Heliòpolis i fou derrotat en les dues fugint cap a l'alt Egipte. Quan els francesos van evacuar Egipte el 1800, Ibrahim va reclamar el poder però hi havia altres pretendents.
Finalment Muhammad Ali Pasha es va imposar com a virrei el 1805. Ibrahim va restar llavors a l'alt Egipte i això el va salvar de la massacre de la ciutadella del Caire (1 de març de 1811) en què els potencials enemics de Muhammad Ali Pasha foren exterminats. Ibrahim i altres companys es va retirar cap a Núbia, on van establir un campament permanent anomenat al-Urdi prop de Dongola. Allí va morir el 1816 (la notícia es va conèixer al Caire el març del 1816, la data exacta de la mort és desconeguda).